# Giuseppe Milesi Pironi Ferretti
Giuseppe Milesi Pironi Ferretti (Ancona, 9 de março de 1817 - Roma, 2 de agosto de 1873) foi um cardeal italiano do século XIX.

## Biografia
Nasceu em Ancona em 9 de março de 1817. De família nobre. Filho do conde Francesco Milesi Pironi Ferretti (1779-1850), cônsul veneziano e podestà de Ancona, e Laura Strina (+1848), nobre de Rimini.
Estudou em Ancona; e depois, na Pontifícia Academia dos Nobres Eclesiásticos, Roma; e na Universidade La Sapienza , em Roma, onde obteve o doutorado in utroque iure , direito canônico e civil.
Referendário prelado e relator da SC de Bom Governo, 22 de fevereiro de 1839. Segundo assessor do tribunal criminal da Câmara Apostólica, novembro de 1839; primeiro avaliador, 1842.
Ordenado, 1842. Governador de Ascoli, 1843; de Civitavecchia, 1844; de Macerata, 1845-1847. Pró-legado em Urbino, 1847-1851. Pró-legado em Forlì, 1852-1854. Ministro do Comércio, Belas Artes e Obras Públicas dos Estados Pontifícios, 1854-1858.
Criado cardeal sacerdote no consistório de 15 de março de 1858; recebeu o chapéu vermelho e o título de S. Maria in Aracoeli, 18 de março de 1858. Presidente do Conselho Supremo de Comércio e Obras Públicas, 15 de março de 1858. Legado apostólico na província de Bolonha, 18 de março de 1858 a 1859. Abade comendatário de Ss. Vincenzo ed Anastasio ad Aquas Salvias, Roma, 26 de setembro de 1860. Presidente do Conselho para subsidiorum procurandorum, 1º de maio de 1867 a 1870. Camerlengo do Sacro Colégio dos Cardeais, 25 de junho de 1869 até 21 de março de 1870. Participou do Concílio Vaticano I, 1869-1870.
Optou pela ordem dos cardeais bispos e pela sé suburbicária de Sabina, em 21 de março de 1870. Consagrada em 3 de abril de 1870, igreja de Santissima Trinità, Roma, pelo cardeal Costantino Patrizi Naro, bispo do Porto e Santa Rufina, assistido por Pietro Villanova Castellacci, arcebispo titular de Petra na Palestina, e por Tommaso Gallucci, bispo de Recanati e Loreto.
Morreu em Roma em 2 de agosto de 1873. Exposto na basílica de Ss. XII Apostoli e sepultado, provisoriamente, na capela do cemitério Campo Verano, em Roma.